# Martin Lodewijk
Martinus Spyridon Johannes Lodewijk, né le 30 avril 1939 à Rotterdam,, dit Lodewijk, est un auteur de bande dessinée, caricaturiste et dessinateur publicitaire néerlandais.

## Biographie
Martin Lodewijk est né à Rotterdam. Il arrête sa scolarité en 1957 et commence à dessiner, mettant principalement en scène des vaisseaux spatiaux et des pirates. En 1959, il est publié pour la première fois dans le quotidien Het Parool, après quoi il se spécialise dans le dessin publicitaire.
Il crée en 1966 en collaboration avec Jan Kruis la bande dessinée Agent 327 pour l'hebdomadaire Pep,  qu'il continuera pendant près de 50 ans. Il scénarise également d'autres œuvres telles que Storm de Don Lawrence.
Lodewijk devient ensuite rédacteur en chef du magazine Eppo, fusion de Pep et Sjors.
Dans les années 1980, il anime le mensuel Titanic, dont le public est cette fois plutôt adulte.
En 1999, Lodewijk publie la plus petite bande dessinée du monde, Minimum Bug (26 mm x 37 mm), qui fait partie de la série Agent 327.
Depuis 2004, Lodewijk a pris la suite de Willy Vandersteen et Karel Biddeloo comme scenariste Le Chevalier rouge, dessiné par Claus Scholz.
Lodewijk a également contribué au film open source de la Fondation Blender, Sintel, sorti en 2010.

## Œuvre
- Agent 327, comme dessinateur et scénariste
- Storm, comme scénariste
- January Jones (nl) (scénario), avec Eric Heuvel (dessin)
- Johnny Goodbye
- Bernard Voorzichtig
- Le Chevalier rouge, comme scénariste
- Lucky Luke, La Corde du pendu, 1981, comme scénariste

## Distinctions et récompenses
- 1978 : prix Stripschap, pour l'ensemble de son œuvre[3],[4].

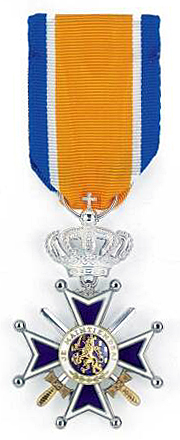
Médaille de chevalier de l'Ordre d' Orange-Nassau

- 2011 : Chevalier de l'Ordre d'Orange-Nassau[5].